# Lydella terminata
Lydella terminata är en tvåvingeart som beskrevs av Robineau-desvoidy 1863. Lydella terminata ingår i släktet Lydella och familjen parasitflugor.
Artens utbredningsområde är Frankrike. Inga underarter finns listade i Catalogue of Life.